# Esra Tromp
Esra Tromp (Coevorden, 15 oktober 1990) is een Nederlands voormalig wielrenster. Vanaf 2009 reed ze voor de ploegen Batavus, Argos-Shimano en Parkhotel Valkenburg-Destil. Ze stopte na 2017 als wielrenster en werd per 2018 teammanager van deze laatste ploeg.
In 2015 was ze niet actief als wielrenner, omdat ze in dat jaar haar studie bedrijfskunde afrondde. In 2017 kampte ze met de gevolgen van een hersenschudding en de ziekte van Pfeiffer. Sinds 2021 is ze teammanager van de vrouwentak van het team Jumbo-Visma met hierin onder andere Marianne Vos.
Haar één jaar oudere zus Joran Tromp was ook wielrenster, o.a. bij Swabo Ladies en Jan van Arckel.